# مرادناگر
مرادناگر (به لاتین: Muradnagar) یک منطقهٔ مسکونی در بنگلادش است که در ناحیه کومیلا واقع شده‌است. مرادناگر ۳۴۰٫۷۳ کیلومتر مربع مساحت و ۵۲۳٬۰۰۰ نفر جمعیت دارد.